# 天主教奥索里乌教区

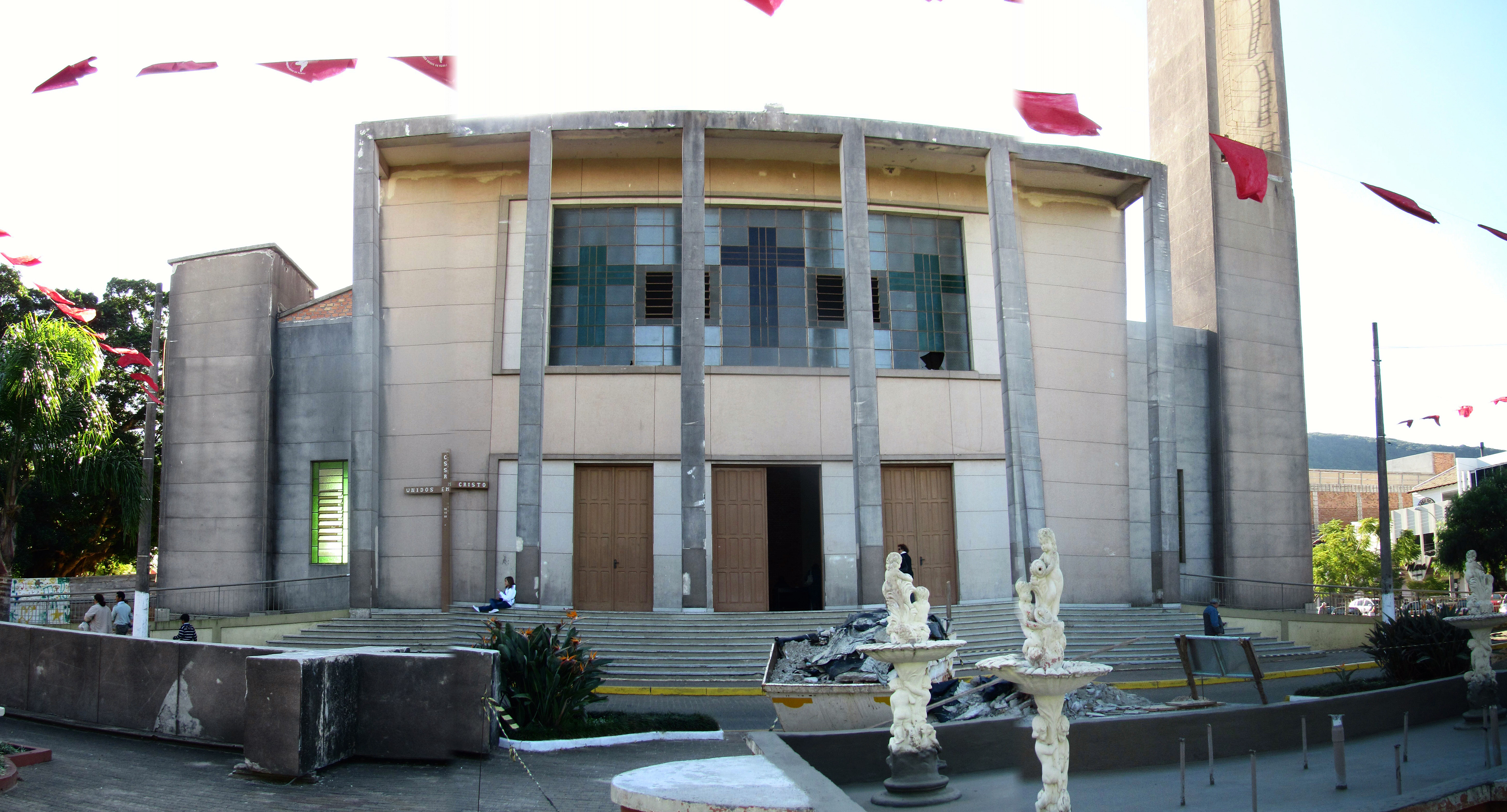
天主教奥索里乌教区的图片。

天主教奧索里烏教區（拉丁語：Dioecesis Osoriena），是巴西一個天主教教區，位於東南部南大河州東北部，包括廿一個市。屬阿雷格里港總教區。
教區成立於1999年11月10日，2004年有教友226,547人，佔總人口84.2%。有廿二個堂區、司鐸卅三人。現任教區主教為海梅·伯多祿·科爾。